# Emérico II de Narbona
Emérico II ou Américo II de Narbona (em francês: Aymeri II; 1080 – 17 de Julho de 1134) foi o 7º visconde de Narbona.
Morreu na Batalha de Fraga, no Reino de Aragão em 17 de Julho de 1134.

## Relações familiares
Foi filho de Emérico I de Narbona (1060 - 1105) e de Matilde da Apúlia (1060 - 1108), filha de Roberto de Altavila (1015 - 1085), duque da Apúlia e Calábria, e de Sigelgaita, princesa de Salerno.
Seu primeiro matrimónio foi com Ermengarda de Serviã de quem teve:
- Emérico de Narbona, que morreu em 1134 com seu pai e não teve descendência.
- Ermengarda de Narbona (m. em 1196), herdou o condado. Não teve descendência e em 1192 cedeu o viscondado de Narbona a seu sobrinho Pedro Manrique de Lara, o filio de sua irmã Ermessinda.

Casou-se por segunda vez cerca de 1130 com Ermessinda de quem teve a:
- Ermessinda de Narbona, (c. 1131 - 7 de janeiro de 1177),[4] casada com Manrique Perez de Lara, 1.º senhor de Molina e chefe da Casa de Lara.